# توم جونسون (لاعب اللاكروس)
توم جونسون هو لاعب اللاكروس كندي، ولد في 18 نوفمبر 1985 في فانكوفر في كندا.